# Aequidens pallidus
Aequidens pallidus är en fiskart som först beskrevs av Heckel, 1840.  Aequidens pallidus ingår i släktet Aequidens och familjen Cichlidae. Inga underarter finns listade i Catalogue of Life.